# 柳父悟
柳父 悟（やなぶ さとる、1941年7月15日 - ）は、元東京電機大学工学部電気電子工学科教授(2012年3月退任)。
元東芝重電技術研究所所長。専門分野は高電圧大電流工学。IEEE Fellow、Royal Academy of Engineering FREng、Current Zero Club、日本工学アカデミー会員。
現在は中国の西安交通大学教授。

## 人物
1964年3月、東京大学工学部電気工学科を卒業し、同年4月に東芝入社。1972年イギリスリヴァプール大学へ留学し、Ph.Dを取得する。550kV一点切りガス遮断器の開発育成が評価され、平成11年度科学技術庁長官賞・科学技術功労者に選出される。それ以外にも、真空遮断器の分野では、縦磁界電極を開発し、真空遮断器の大容量・小型化に貢献した。

## 著書
- 「パルスパワー技術とその応用」 （オーム社） ISBN 978-4-274-03414-5

### 共著
- 「高電圧工学」（電気学会） ISBN 978-4-88686-237-2 （河村達雄、河野照哉との共著）
- 「電力系統工学」（東京電機大学出版局） ISBN 978-4-501-11300-1 （加藤政一との共著）
- 「エネルギー変換工学―地球温暖化の終焉へ向けて」 （東京電機大学出版局） ISBN 978-4-501-11220-2 （西川尚男との共著）
- 「電力工学ハンドブック 」（朝倉書店） ISBN 978-4-254-22041-4 （宅間董、高橋一弘、赤崎正則との共著）
- 「高電圧大電流工学」（オーム社） ISBN 978-4-88686-209-9 （宅間董との共著）